# کنایچیرو میتا
کنایچیرو میتا (ژاپنی: 米田 兼一郎؛ زادهٔ ۲ ژوئیهٔ ۱۹۸۲) یک بازیکن فوتبال اهل ژاپن است.
از باشگاه‌هایی که در آن بازی کرده‌است می‌توان به باشگاه فوتبال آویسپا فوکوئوکا، باشگاه فوتبال کیوتو سانگا، باشگاه فوتبال توچیگی و باشگاه فوتبال توکوشیما ورتیس اشاره کرد.